# Лаверн Кокс
Лаверна Кокс (англ. Laverne Cox; уродж. Родерік Лавер Кокс (англ. Roderick Laverne Cox); (29 травня 1972 , Мобіл, Алабама ) — американська актриса, продюсерка і ЛГБТ-активістка. Кокс здобула найбільшу популярність завдяки своїй ролі Софії Бурсет у серіалі Netflix «Помаранчевий — хіт сезону». Ця роль принесла їй номінацію на премію «Еммі» в 2014 році — першої трансжінки, висунутої на нагороду в акторській категорії. Того ж року актриса увійшла в історію, ставши першою трансгендерною жінкою, що з'явилася на обкладинці журналу Time.. У 2015 році вона була включена до списку ста найвпливовіших людей року на думку журналу Time.

## Біографія
Родерік Лаверн (за іншими даними — Леверн) Кокс народилася 1972 року в місті Мобіл, штат Алабама. Її виховувала матір'ю-одиначкою та бабусею. У неї є брат-близнюк Реджинальд Ламар Кокс, який зіграв роль Софії Бурсет до гендерного переходу в серіалі «Помаранчевий — хіт сезону». В 11-річному віці Кокс спробувала накласти на себе руки, після того, як зрозуміла, що у неї виникають почуття до однокласників, а також через знущання в школі.
Кокс закінчила школу мистецтв у Бірмінгемі, Алабама, де вивчала літературу, але потім змінила спеціальність на класичний балет. Протягом двох років вона навчалася в Індіанському університеті в Блумінгтоні, перш ніж перевестися в коледж Мерімаунт у Нью-Йорку, де знову змінила спеціальність, цього разу на акторську майстерність. Приблизно у цей час вона почала представлятися жінкою на ім'я Лаверн Кокс.

## Кар'єра
Живучи у Нью-Йорку, Лаверн Кокс знімалася у кількох незалежних кінофільмах, граючи невеликі ролі. На телебаченні Кокс дебютувала в 2008 році, в епізоді серіалу «Закон і порядок: Спеціальний корпус», а пізніше з'явилася в «Закон і порядок» та «Смертельно нудьгуючий». У 2010 році вона стала провідною та продюсером шоу Transform Me на VH1. Її прорив стався у 2013 році, після виходу серіалу Netflix «Помаранчевий — хіт сезону», де Кокс зіграла роль трансгендерної ув'язненої Софії Бурсет. Ця роль принесла їй номінацію на премію «Еммі» у 2014 році, роблячи її першою транссексуалкою, яку номінували на нагороду в акторській категорії. У 2015 році вона разом з іншими актрисами здобула премію Гільдії акторів США.
У 2014 році Кокс була удостоєна спеціальної премії GLAAD за свою діяльність на захист прав ЛГБТ-людей. Пізніше вона увійшла в історію, ставши першою трансгендерною людиною, що з'явилася на обкладинці журналу Time.
У 2014—2015 роках Кокс була запрошеною зіркою в серіалах «Фальсифікація», «Керівництво подруг до розлучення» та «Проєкт Мінді». На початку 2015 року її було запрошено на одну з центральних ролей у пілоті юридичної драми «Сумнів» для CBS. Кокс, таким чином, стала першою трансгендерною людиною, яка зіграла регулярну роль трансгендера у проєкті національного телебачення. Роль була спеціально створена для трансгендерної акторки.
У 2019 році актрису можна було побачити в комедійному бойовику «Ангели Чарлі» та у мелодрамі «Чи вмієш ти зберігати секрети?», у 2020 році — в комедійному горорі «Моє волосся хоче вбивати». У 2021 році вийшов трилер «Перспективна дівчина», в якому знялася Кокс.

## Фільмографія
| Рік       |    | Українська назва                    | Оригінальна назва                                           | Роль                       |
| --------- | -- | ----------------------------------- | ----------------------------------------------------------- | -------------------------- |
| 2000      | кф | Бетті Андерсон                      | Betty Anderson                                              | Дейдре                     |
| 2004      | ф  | Королі Брукліна                     | The Kings of Brooklyn                                       | дівчина                    |
| 2008      | с  | Закон і порядок: Спеціальний корпус | Law & Order: Special Victims Unit                           | Кендис                     |
| 2008      | с  | Закон і порядок                     | Law & Order                                                 | Мінні                      |
| 2008      | кф | —                                   | All Night                                                   | Лайла                      |
| 2009      | с  | Смертельно нудьгуючий               | Bored to Death                                              | трансгендерна повія        |
| 2009      | ф  | —                                   | Uncle Stephanie                                             | Стефані                    |
| 2010      | ф  | Рай у Бронксі                       | Bronx Paradise                                              | повія                      |
| 2011      | ф  | Карла                               | Carla                                                       | Сіннамон                   |
| 2011      | ф  | Музичні стільці                     | Musical Chairs                                              | Шантель                    |
| 2011      | кф | —                                   | Migraine                                                    | Лола                       |
| 2012      | ф  | —                                   | The Exhibitionists                                          | Бліт Стергейзер            |
| 2013      | ф  | 36 святих                           | 36 Saints                                                   | Джінесус                   |
| 2013—2019 | с  | Помаранчевий — хіт сезону           | Orange Is the New Black                                     | Софія Бурсет               |
| 2014      | ф  | Гранд-стріт                         | Grand Street                                                | Шардоне                    |
| 2014      | с  | Фальсифікація                       | Faking It                                                   | Марго                      |
| 2014      | с  | Керівництво подруг до розлучення    | Girlfriends' Guide to Divorce                               | Адель Нортроп              |
| 2015      | ф  | Бабуся                              | Grandma                                                     | Діти                       |
| 2015—2017 | с  | Проєкт «Мінді»                      | The Mindy Project                                           | кузина Шина                |
| 2016      | тф | Шоу жахів Роккі Горрора             | The Rocky Horror Picture Show: Let's Do the Time Warp Again | доктор Френк-н-Фертер      |
| 2017      | ф  | Цирк уродів                         | Freak Show                                                  | Феліша Уоттс               |
| 2017      | с  | Сумнення                            | Doubt                                                       | Кемерон Уірт               |
| 2017      | тф | —                                   | The Trustee                                                 | Аманда Джонс               |
| 2019      | с  | Дивне місто                         | Weird City                                                  | Ліквія                     |
| 2019      | мс | Тука і Берті                        | Tuca & Bertie                                               | Ебоні Блек / суддя Сперроу |
| 2019      | с  | Дорогі білі                         | Dear White People                                           | Синтія Фрай                |
| 2019      | с  | Дами жартують по-чорному            | A Black Lady Sketch Show                                    | Кіана                      |
| 2019      | ф  | Чи вмієш ти зберігати секрети?      | Can You Keep a Secret?                                      | Сибіл                      |
| 2019      | ф  | Ангели Чарлі                        | Charlie's Angels                                            | інструктор-бомбіст         |
| 2020      | с  | Аквафіна — Нора з Квінса            | Awkwafina Is Nora from Queens                               | Бог                        |
| 2020      | ф  | Моє волосся хоче вбивати            | Bad Hair                                                    | Верджі                     |
| 2020      | ф  | Перспективна дівчина                | Promising Young Woman                                       | Гейл                       |
| 2020      | с  | Угамуй свій запал                   | Curb Your Enthusiasm                                        | у ролі самої себе          |
| 2021      | с  | Чорний список                       | The Blacklist                                               | лікар Лейкер Періллос      |
| 2021      | ф  | —                                   | Senior Entourage                                            | Лаверна                    |
| 2021      | в  | —                                   | The Normal Heart                                            | доктор Емма Брукнер        |
| 2021      | ф  | Красуня на драйві                   | Jolt                                                        | детектив Невін             |
| 2022      | с  | Вигадана Анна                       | Inventing Anna                                              | Кейсі Дюк                  |
| 2024      | ф  | Огидні                              | Uglies                                                      | доктор Кейбл               |